# 로저 구에버 스미스

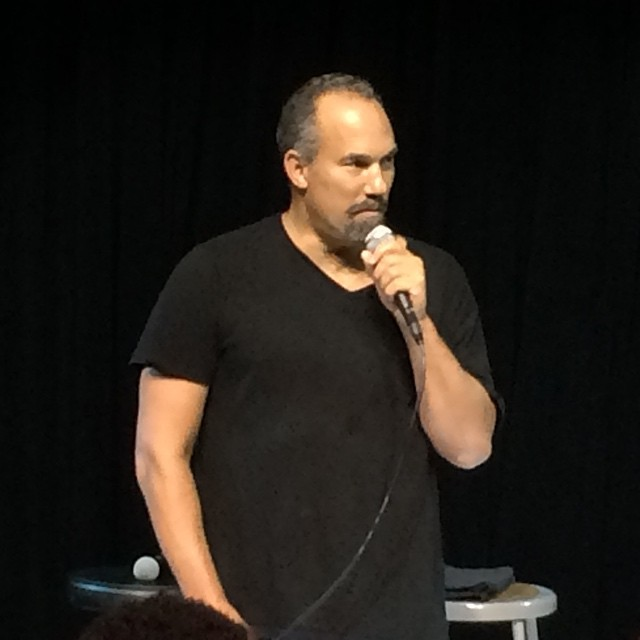

로저 겐버 스미스(Roger Guenveur Smith, 1955년 7월 27일 ~ )는 미국의 배우, 각본가이다.
버클리에서 태어났다.

## 작품 목록
- 잇츠 낫 어바웃 지미 킨 (2018년)
- 더 좋은 남자는 없다 (2018년)
- 더 콰이어 디렉터 (2018년)
- 버닝 섀도우 (2017년)
- 더 클래퍼 (2017년)
- 국가의 탄생 (2016년) - 아이자야 역
- 도프 (2015년)
- 엠파이어 스테이트 (2013년) - 메리샬 요원 역
- 인 시크니스 앤 인 헬스 (2012년) - 칼빈 역
- 인 더 하이브 (2012년) - 파리스 역
- 화이트 밀크 (2011년) - 행키 역
- 어브덕션 (2011년) - Mr. 마일즈 역
- 베터 머스 컴 (2010년)
- 무즈-럼 (2010년)
- 컴 아웃 파이팅 (2009년) - 잭 댄싱 역
- 커버 (2008년)
- 아이 빌리브 인 아메리카 (2007년)
- 더 테이크 (2007년)
- 아메리칸 갱스터 (2007년) - 네이트 역
- 컨페션스 (2006년)
- 정의의 용병 (2006년)
- 팻와 (2006년)
- 조이 로드 (2004년)
- K 스트리트 (2003년)
- 쉐이드 (2003년)
- 벤자민 프로젝트 (2002년) - 줄리언 라모즈 역
- 데스티네이션 (2000년) - 쉬렉 요원 역
- 썸머 오브 샘 (1999년) - 커트 앳워터 형사 역
- 히 갓 게임 (1998년) - 빅 타임 윌리 역
- 이브의 시선 (1997년)
- 버스를 타라 (1996년)
- 표범 (1995년)
- 포이틱 저스티스 (1993년)
- 딥 커버 (1992년)
- 말콤 X (1992년)
- 킹 뉴욕 (1990년)
- 스쿨 데이즈 (1988년)

### 텔레비전
- K 스트리트
- 올 마이 칠드런